# Eye of the Hunter
Eye of the Hunter debitantski je studijski album britanskog glazbenika Brendana Perryja, muškog člana skupine Dead Can Dance. Diskografska kuća 4AD objavila ga je 4. listopada 1999. u Ujedinjenom Kraljevstvu i dan kasnije u SAD-u.

## O albumu
Naziv albuma pojavljuje se u tekstu prvog singla s albuma, "Voyage of Brana"; u pjesmi lirski subjekt izjavljuje: "I live by the river where the old gods still dream of inner communion with the open sea / Through the eye of a hunter in search of a prey, neither beast nor human in my philosophy." ("Živim pored rijeke u kojoj stari bogovi i dalje snivaju o unutrašnjoj zajednici s otvorenim morem / Kroz oko lovca u potrazi za plijenom, ni zvijer ni čovjek u mojemu shvaćanju."
Pjesma "Sloth" prvi se put pojavila tijekom koncerata Dead Can Dancea i uvrštena je u box set Dead Can Dance (1981–1998) iz 2001. godine. "I Must Have Been Blind" obrada je pjesme Tima Buckleyja s njegova albuma Blue Afternoon iz 1970. godine. Perry je kasnije obradio još jednu Buckleyjevu pjesmu, "Dream Letter", koja je objavljena 2000. godine na počasnom uratku Sing a Song for You.

## Popis pjesama
Tekstovi i glazba: Brendan Perry, osim pjesme "I Must Have Been Blind", koju je napisao Tim Buckley. 
| 1.    | »Saturday's Child«                                      | 4:30 |
| 2.    | »Voyage of Bran«                                        | 5:33 |
| 3.    | »Medusa«                                                | 6:10 |
| 4.    | »Sloth«                                                 | 3:32 |
| 5.    | »I Must Have Been Blind« (obrada pjesme Tima Buckleyja) | 5:07 |
| 6.    | »The Captive Heart«                                     | 4:00 |
| 7.    | »Death Will Be My Bride«                                | 5:46 |
| 8.    | »Archangel«                                             | 7:35 |
| 42:10 |                                                         |      |

## Recenzije
Heather Phares, recenzentica s mrežnog mjesta AllMusic, dodijelila mu je četiri i pol zvjezdice od njih pet i izjavila: "Debitantski album Brendana Perryja, Eye of the Hunter, dodatno osnažava njegovu reputaciju baritona koji u Dead Can Danceu sklada meditacijske skladbe. Perryjevi snažni vokali, orkestralni i folklorni aranžmani pjesama, kao i njihovi tmurni nazivi, albumu daju zanimljivu atmosferu – spoj gotičke glazbe i easy listeninga, nalik najmračnijem baroknom popu Scotta Walkera." Zaključila je: "Iako svečan ritam pjesama katkad zvuči monotono, Perryjev prvi samostalni uradak zreo je rad koji opravdava njegovu reputaciju."

## Zasluge
| Brendan Perry - Brendan Perry – vokali, gitara (električna i s dvanaest žica), mandolina, klavijature, umjetnički direktor, produkcija Ostalo osoblje - Walter Coelho – masteriranje - Chris Bigg – dizajn - v23 – dizajn - Dennis Di Cicco – fotografija | Dodatni glazbenici - Glen Garrett – bas-gitara, kontrabas - Liam Bradley – bubnjevi - Martin Quinn – gitara (pedal steel) - Michael Brunnock – prateći vokali (na pjesmi "Saturday's Child") |